# Ionel Marineci
Ionel Marineci (n. 22 octombrie 1947) este un deputat român în legislatura 1996-2000 și în legislatura 2000-2004, ales în județul Teleorman pe listele partidului PDSR. În legislatura 1996-2000, Ionel Marineci a fost membru în grupurile parlamentare de prietenie cu Marele Ducat de Luxemburg și Republica Libaneză iar în legislatura 2000-2004 a fost membru în grupurile parlamentare de prietenie cu Republica Africa de Sud și Republica Indonezia.